# Amrat Cola
Amrat Cola is Pakistaans colamerk. Het wordt sinds 23 maart 2003 geproduceerd door Amrat Beverages International (ABI) met als doel het bijdragen aan een zelfvoorzienend en economisch sterker Pakistan.
ABI is een onderdeel van de Pakistan Mineral Water Bottling Plant-fabriek, waar Amrat Cola ook wordt geproduceerd. Productie vindt plaats in Karachi, Lahore, Multan en Pesjawar. Naast cola produceert Amrat ook sinas en een 7Up-achtige frisdrank.
Amrat Cola is verkrijgbaar in blikjes en vele verschillende maten petflessen en glazen flessen.